# Mohammed Ebrahim Hajeyah
Mohammed Ibrahem Hajeyah, ar. محمد إبراهيم (ur. 7 lutego 1962 w Kuwejcie) – kuwejcki piłkarz i trener piłkarski.

## Kariera piłkarska

### Kariera klubowa
Występował w Al Qadsia z Trypolisu.

### Kariera reprezentacyjna
Bronił barw narodowej reprezentacji Kuwejtu.

## Kariera trenerska
Po zakończeniu kariery piłkarskiej rozpoczął karierę szkoleniową. Trenował klub Al Qadsia.
Od marca do grudnia 2004 oraz od maja do lipca 2005 prowadził narodową reprezentację Kuwejtu. W lipcu 2005 powrócił do trenowania Al Qadsia. W czerwcu 2008 po raz kolejny stał na czele reprezentacji Kuwejtu, z którą pracował do stycznia 2009.

## Sukcesy i odznaczenia

### Sukcesy trenerskie
- mistrz Kuwejtu: 2003, 2004, 2005, 2009, 2010, 2011, 2012, 2014
- zdobywca Pucharu Kuwejtu: 2003, 2004, 2007, 2010, 2012, 2013
- zdobywca Crown Prince Cup: 2002, 2004, 2005, 2006, 2009, 2013, 2014
- zdobywca Kuwait Federation Cup: 2008, 2009, 2011, 2013
- zdobywca Superpucharu Kuwejtu: 2009, 2011, 2013, 2014
- zdobywca Al Kurafi Cup: 2003, 2006
- zdobywca Pucharu AFC: 2014
- zdobywca Gulf Club Champions Cup: 2000, 2005